# 三つ目の鴉
『三つ目の鴉』はHBO(日本ではスター・チャンネルが放送)のファンタジー・ドラマ・シリーズである『ゲーム・オブ・スローンズ』の第3章『戦乱の嵐-前篇-』の第2話である。ヴァネッサ・テイラーによって、原作『剣嵐の大地』に基づいて脚本が書かれ、 ダニエル・ミナハンが監督した。
マージェリーは夫となるジョフリーの残虐さを知る。北に向かうブランは、ミーラ・リードとジョジェン・リードの姉弟に会う。シオンは見知らぬ男たちに拷問される。ロブ・スタークはウィンターフェルが陥落し、弟たちが殺されたと知る。ロックがジェイミーとブライエニーを捕える。

## あらすじ

### キングズランディング
サンサ(ソフィー・ターナー)はマージェリー(ナタリー・ドーマー)とその祖母のレディ・オレナ(ダイアナ・リグ)に昼食に招かれる。ジョフリー(ジャック・グリーソン)の人柄について質問され、マージェリーの良い夫になるかどうか尋ねられる。最初は真実を話そうとしなかったが、説得されてジョフリーの残酷さについて話し出す。
結婚式の衣装合わせをしながら、ジョフリーは母サーセイ (レナ・ヘディ)と花嫁マージェリーについて話す。後にジョフリーはマージェリーを自室に招いて狩りの話をする。亡夫レンリー・バラシオンについて質問し、床入りを済ませたのか尋ねるが、煮え切らない答えにいら立つ。さらに問い詰められたマージェリーは、レンリーは女性との同衾を好まなかったと答える。ジョフリーは、レンリーが堕落していたことを知っており、死罪にしようと考えていたと言い、マージェリーはすぐに賛同する。会話はジョフリーの新しい石弓に及び、ジョフリーはマージェリーがそれを使って何かを殺すのを見たいと言う。
ティリオン(ピーター・ディンクレイジ)が自室に戻るとシェイ(シベル・ケキリ)が待っている。父親に娼婦を禁じられているため注意しろと言うが、シェイは怖がらない。シェイはピーター・ベイリッシュがサンサに興味を示していると警告するが、ジョフリーの婚約者でなくなったサンサには、大勢の男が求婚するだろうとティリオンは言う。

### 〈壁〉の向こう側
〈壁〉に向かって行軍しながらマンス・レイダー(キアラン・ハインズ)はジョン・スノウ(キット・ハリントン)と話すが、いまだに信用はしていない。〈巨人殺しのトアマンド〉とイグリット(ローズ・レスリー)を交えて、動物の目を通して見ることのできる〈狼潜り〉であるオレル(マッケンジー・クルック)と話をする。オレルは交信状態から覚め、〈最初の人々の拳〉で〈冥夜の守人〉の死体を見たと言う。
〈壁〉に帰る途中で、サムウェル・ターリー(ジョン・ブラッドリー)は疲労のあまり倒れてグレンとエッドに助けられ、総帥ジオー・モーモント(ジェームズ・コスモ)はサムを〈壁〉まで生きてたどりつかせるようラストに命じる。

### 〈北部〉
〈壁〉に向かう途中、ブラン(アイザック・ヘンプステッド＝ライト)は夢の中で三つの目をもつ鴉を弓で射ようとするが、鴉はブラン自身なので殺せないと見知らぬ少年に言われる。ブランは目覚め、ホーダー、オシャ(ナタリア・テナ)、そして弟のリコンと共に旅を続ける。後にホーダーとリコンが離れている時、オシャは誰かにつけられていると疑い、調べに行く。ブランは夢に出てきた少年に会い、少年はブランと同じ緑視者でジョジェン・リード(トーマス・サングスター)だと言う。ジョジェンには姉のミーラ(エリー・ケンドリック)が同行している。ジョジェンはブランと同じ夢を見たと言い、自分が将来重要な役割を果たすと信じ、ブランを探していたと言う。
シオン・グレイジョイ(アルフィー・アレン)は見知らぬ男たちに捕えられ、尋問を受けている。すべての質問に正直に答えても拷問は続く。男たちが去った後、シオンの姉ヤーラ・グレイジョイの使いだと言う少年が現れ、城が寝ている間に助け出すと約束する。

### リヴァーランド
〈北の王〉ロブ・スターク(リチャード・マッデン)は二通の手紙を受け取る。一通は祖父ホスター・タリーの死をリヴァーランから告げ、もう一通は故郷のウィンターフェルが鉄諸島人に炎上させられ、ブランとリコンが廃墟から見つかっていないことをルース・ボルトンの落とし子から知らせる。ロブは母キャトリン(ミシェル・フェアリー)に知らせ、祖父の葬式に出るため共にキャトリンの実家のリヴァーランに向かう。カースターク公は戦争の途中に葬式などに出ることを喜ばない。キャトリンはタリサ(ウーナ・チャップリン)と話し、子供たちに起きた災いは自分がジョン・スノウを愛せなかった報いだと語る。
北に向かう途中、アリア(メイジー・ウィリアムズ)、ジェンドリー、ホットパイはミアのソロスが率いる一団に見つかり、〈ハレンの巨城〉から逃げてきたと見抜かれる。一団は〈旗印のない兄弟団〉のために戦っていると言い、3人を宿屋に連れて行って食事をさせる。食事を終えて3人が立ち去ろうとしていた時、 “ハウンド”サンダー・クレゲイン(ロリー・マッキャン)を捕えた〈兄弟団〉の仲間が入って来て、サンダーはアリアに気づきその正体を知らせる。
ブライエニー(グェンドリン・クリスティー)はサンサおよびアリアと交換するため、ジェイミー・ラニスター(ニコライ・コスター＝ワルドー)をキングズランディングに連れて行く旅を続けている。旅の途中、〈王の道〉を旅するのは危険だと言う農夫に会う。ジェイミーは、農夫が自分に気づいており密告するかもしれないので殺すべきだと言うが、ブライエニーは拒否する。後に二人が橋の上を歩いている時、ジェイミーは不意を突いて剣を一本盗むが、ブライエニーに負かされる。直後に、先に会った農夫に密告された、ルース・ボルトンの部下のロック(ノア・テイラー)が二人を捕える。

## 製作

### 脚本
原作第三部『剣嵐の大地』の第3、6、9、11、13、15、21、29章に基づいて、ヴァネッサ・テイラーが脚本を書いた。

## 評判

### 視聴者数
初回放送は427万人が視聴した。同夜の再放送も合わせると554万人が視聴した。

## 参照
1. ↑  Kondolojy, Amanda (2013年4月9日). “'Sunday Cable Ratings: 'Game of Thrones' Wins Night + 'Real Housewives of Atlanta', 'Kourtney & Kim Take Miami', 'Vikings', 'Mad Men' & More”.   TV By the Numbers. 2013年4月9日閲覧。